# Targa Florio 1968

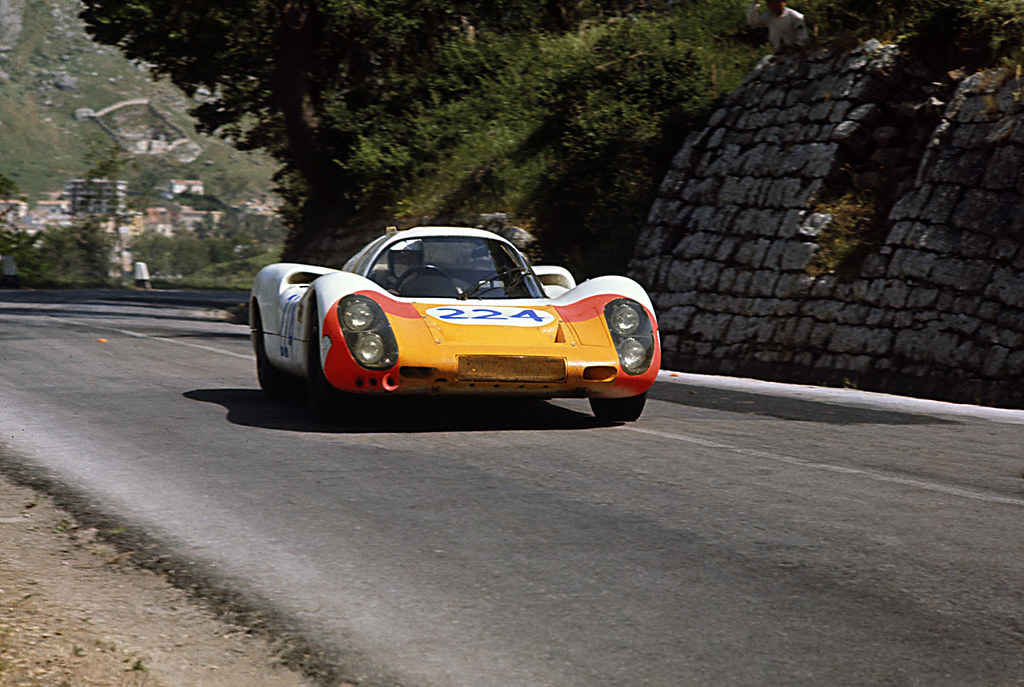
Der siegreiche Porsche 907 2.2 von Umberto Maglioli und Vic Elford

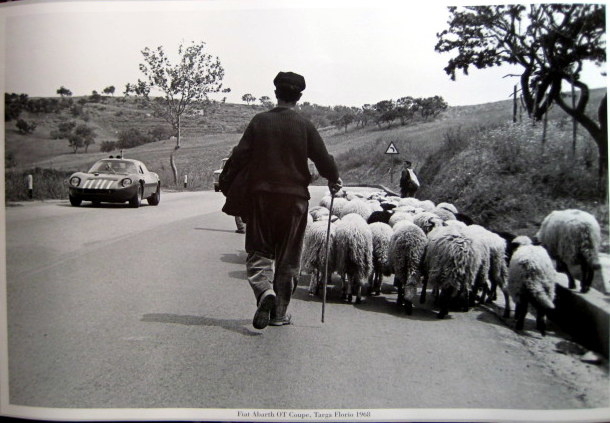
Der Abarth 1300 OT von Romano Ramoino und Federico Giunta passiert eine Schafherde

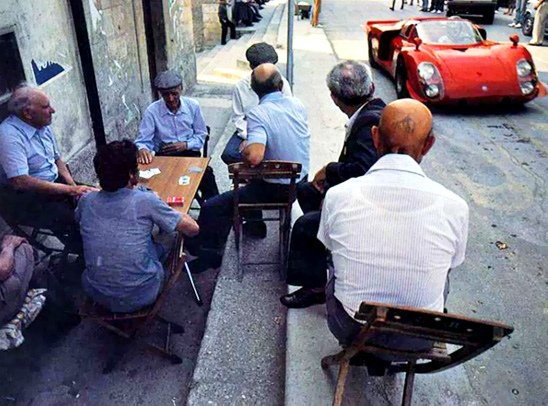
Alfa Romeo T33/2, Autodelta-Trainingswagen

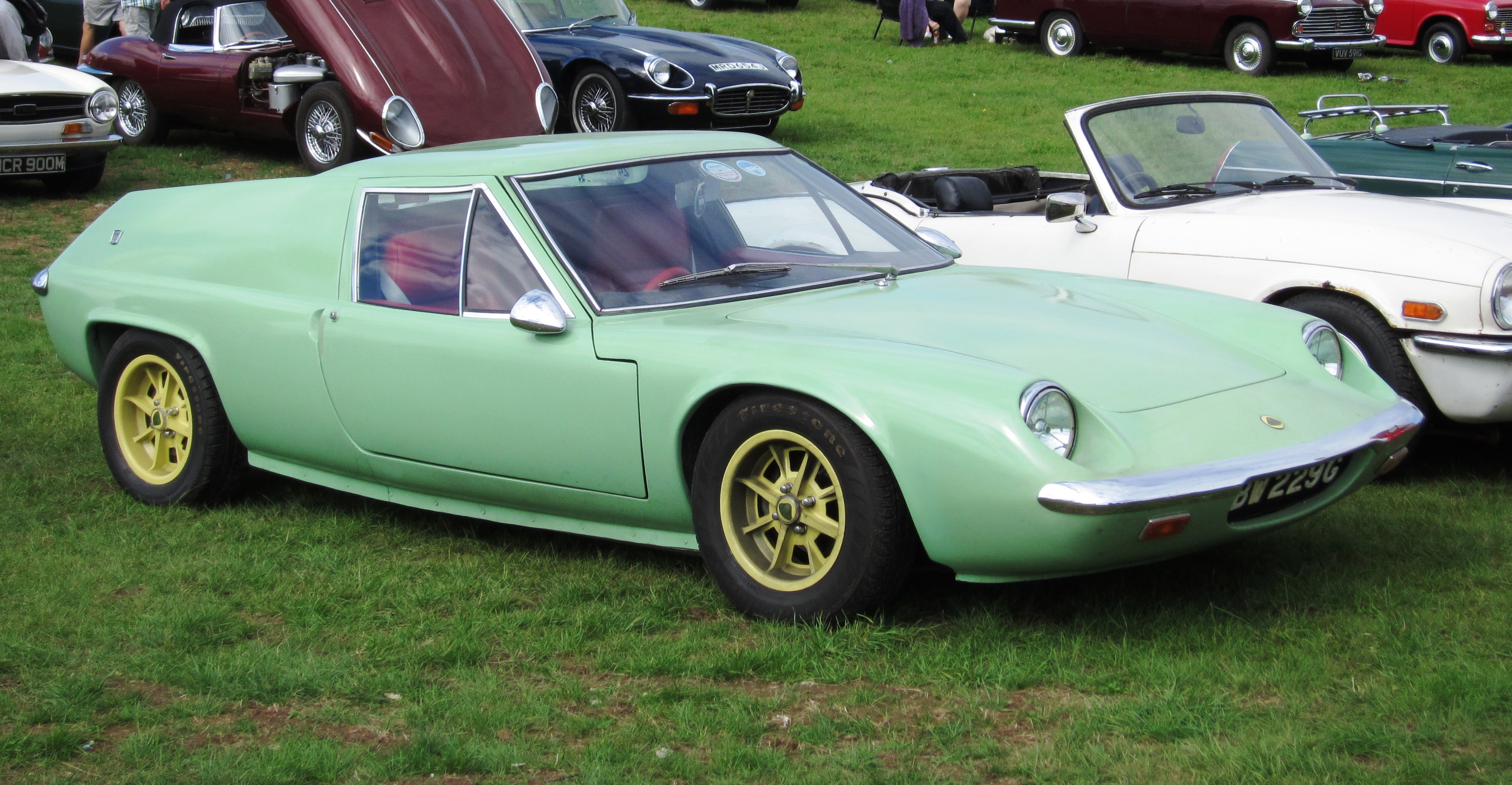
Einen Lotus Europa mit 1,5-Liter-Renault-Motor meldeten die beiden Österreicher Helmut Marko und Willy Mlaker. Der Wagen erschien jedoch nicht zum Training und Rennen

Die 52. Targa Florio, auch 52a Targa Florio, Piccolo Circuito delle Madonie, Sicilia, auf Sizilien fand am 5. Mai 1968 statt und war der fünfte Wertungslauf der Sportwagen-Weltmeisterschaft dieses Jahres.

## Das Rennen
Nachdem die Verantwortlichen von Autodelta, der Rennmannschaft von Alfa Romeo, für das 1000-km-Rennen von Monza drei Werkswagen gemeldet hatten, das Team aber nicht nach Monza kam, spekulierten italienische Sportjournalisten über die Gründe des Fernbleibens. In den Tagen vor der Targa Florio, auf dem Piccolo circuito delle Madonie, klärte Carlo Chiti die Fachwelt und das interessierte Publikum auf. Alfa Romeo wollte sich voll auf die Targa Florio konzentrieren, um dort Porsche die Stirn bieten zu können. Da die Scuderia Ferrari nach einer Reglementänderung kein passendes Rennfahrzeug zur Verfügung hatte und 1968 auf ein Antreten in der Weltmeisterschaft verzichtete, standen die Verantwortlichen von Alfa Romeo unter besonderem Druck.
Spitzenfahrer bei Alfa Romeo war Nino Vaccarella. Der in Palermo geborene Rennfahrer war der Liebling der Zuschauer, obwohl er deren Erwartungen nicht immer erfüllen konnte. Neben spektakulären Unfällen gelang ihm 1965 mit Partner Lorenzo Bandini aber der Gesamtsieg im Werks-Ferrari 275P2. 1968 fuhr er das Rennen mit Udo Schütz im Alfa Romeo T33/2 2.5 mit 2,5-Liter-V8-Motor. Die drei weiteren gemeldeten Werks-T33/2 – gefahren von Ignazio Giunti/Nanni Galli, Lucien Bianchi/Mario Casoni und Giancarlo Baghetti/Giampiero Biscaldi – hatten den 2,0-Liter-V8-Motor. Ein fünfter und sechster TT3/2 wurden vom belgischen Racing Team V.D.S. für Teddy Pilette/Rob Slotemaker sowie Gustave Gosselin und Serge Trosch gemeldet.
Die Werksmannschaft von Porsche ging mit vier Porsche 907 2.2 ins Rennen. Die Fahrerpaarungen waren Vic Elford/Umberto Maglioli, Hans Herrmann/Jochen Neerpasch, Jo Siffert/Rolf Stommelen und Ludovico Scarfiotti/Gerhard Mitter. Maglioli war neben Scarfiotti der zweite Italiener im Team und wurde extra für die Targa verpflichtet. Der 1928 geborene Piemontser konnte auf eine 20 Jahre dauernde Monoposto- und Sportwagenkarriere zurückblicken und hatte die Targa 1953 auf einem Werks-Lancia D20 und 1956 gemeinsam mit Fritz Huschke von Hanstein schon einmal für Porsche gewonnen.
Scarfiotti und Mitter mussten mit dem Ersatzwagen starten, da Scarfiotti im Training im Porsche mit der Nummer 230 einen Unfall hatte. Trainingsschnellster war Vic Elford, der im Porsche mit der Nummer 224 in seiner schnellsten Runde die 72 Kilometer lange Strecke in einer Zeit von 36:47,700 Minuten absolvierte. Der dabei erzielte Schnitt betrug 117,107 km/h. Dem Reglement entsprechend starten die Wagen am Rennsonntag ab 8 Uhr im 20 Sekundenintervall in umgekehrter Reihenfolge ihrer Trainingszeiten (die Schnellsten am Schluss) innerhalb ihrer Klassen. Vor den 2-Liter-Prototypen und Sportwagen gab es eine Pause von fünf Minuten. Die Ersten auf der Strecke waren zehn Lancia Fulvia Zagatos, allesamt mit italienischen Fahrerpaarungen besetzt. Als Letzte gingen die Porsche von Siffert, Scarfiotti und Elford ins Rennen.
An der Spitze entwickelte sich von Beginn das erwartete Duell zwischen den Rennwagen von Porsche und Alfa Romeo. Trotz des stehenden Starts wurden bereits in der ersten Runde schnelle Rundenzeiten gefahren. Rudi Lins im Porsche 910 fuhr 38:41,100 Minuten und war damit um 11 Sekunden schneller als Ignazio Giunti im Alfa Romeo. Die 37:29,000 Minuten von Nino Vaccarella unterbot Scarfiotti mit einer Zeit von 37:07,600 und übernahm damit die Führung. Schon in der ersten Runde kamen zwei Porsche in erhebliche Schwierigkeiten. Vic Elford kam auf dem bergigen Streckenteil von der Fahrbahn ab. Zuschauer schoben den Porsche mit einem Reifenschaden rechts vorne zurück auf die Straße. Elford montierte das Reserverad und ging mit einigem Zeitverlust wieder ins Rennen. Schlimmer erwischte es den Porsche von Siffert, der einen Schaden an der Aufhängung hatte. Siffert kam in langsamer Fahrt zurück an die Boxen, wo der rechte hintere Achsschenkel gewechselt werden musste, was den Wagen hoffnungslos zurückwarf.
Nach dem Ende der zweiten Runde hatte Scarfiotti seinen Vorsprung auf Vaccarella auf 28,3 Sekunden ausgebaut, die Vaccarella nach der dritten Runden wieder auf 20 Sekunden reduzieren konnte. Vor dem Beginn der vierten Runde stoppten die führenden Fahrzeuge an den Boxen, um nachzutanken und den Fahrer zu wechseln. Scarfiotti übergab das Cockpit an Gerhard Mitter, und Vaccarella an Udo Schütz. Nur Vic Elford, der den Rückstand auf die Spitze sukzessive wettmachte, blieb im Auto sitzen. In der dritten Runde hatte er mit einer Zeit 36:92,300 Minuten die bis dahin schnellste bei der Targa gefahrene Rundenzeit erzielt. Für Nino Vaccarella und Udo Schütz endete das Rennen 12 Kilometer nach dem Boxenstopp. Schütz kam von der Strecke ab und beschädigte den Alfa Romeo an einer Steinmauer so schwer, dass er nicht mehr weiterfahren konnte. Nach dem Ende der fünften Runde kam Elford an der siebten Stelle an die Box und übergab den Porsche an Maglioli. Mit dem Stopp von Gerhard Mitter im führenden Porsche schien sich das Blatt in Richtung Alfa Romeo zu wenden. Der Porsche litt unter Kupplungs- und Bremsproblemen und ließ sich nach der Betankung lange nicht starten. Nanni Galli und Mario Casoni zogen vorbei und bescherten Alfa Romeo eine Doppelführung. Das Starterproblem des Porsche lag an einer kaputt gehenden Benzinpumpe, die in der siebten Runde endgültig den Dienst versagte.
Drei Runden vor dem Rennende übernahm Elford den Porsche mit der Nummer 224 wieder von Maglioli. Nach zwei schnellen Runden ging Elford an den beiden Alfa Romeos vorbei in Führung und gewann das Rennen für Porsche mit einem Vorsprung von 2 ½-Minuten auf den bestplatzierten Alfa Romeo von Ignazio Giunti und Nanni Galli.

## Ergebnisse

### Schlussklassement
| 1               | P 3.0  | 224  | Porsche System Engineering  | Vic Elford Umberto Maglioli              | Porsche 907 2.2            | 10 |
| 2               | P 2.0  | 186  | Autodelta                   | Ignazio Giunti Nanni Galli               | Alfa Romeo T33/2           | 10 |
| 3               | P 2.0  | 192  | Autodelta                   | Lucien Bianchi Mario Casoni              | Alfa Romeo T33/2           | 10 |
| 4               | P 3.0  | 222  | Porsche System Engineering  | Hans Herrmann Jochen Neerpasch           | Porsche 907 2.2            | 10 |
| 5               | P 2.0  | 178  | Racing Team V.D.S.          | Teddy Pilette Rob Slotemaker             | Alfa Romeo T33/2           | 10 |
| 6               | P 2.0  | 182  | Autodelta                   | Giancarlo Baghetti Giampiero Biscaldi    | Alfa Romeo T33/2           | 10 |
| 7               | S 5.0  | 128  | Karl von Wendt              | Karl von Wendt Willi Kauhsen             | Porsche 906                | 10 |
| 8               | GT 2.0 | 82   | Ecurie Les Corsaires        | Claude Haldi Pierre Greub Edgar Berney   | Porsche 911T               | 10 |
| 9               | P 2.0  | 190  | Valvoline Racing Team       | Rudi Lins Rico Steinemann                | Porsche 910                | 9  |
| 10              | P 2.0  | 172  | Piccionaia Racing Team      | Carlo Facetti Antonio Nicodemi           | Porsche 910                | 9  |
| 11              | P 2.0  | 110  | HF Squadra Lancia           | Sandro Munari Raffaele Pinto             | Lancia Fulvia Zagato       | 9  |
| 12              | S 5.0  | 130  | B.M.C. Racing               | Andrew Hedges Paddy Hopkirk              | MGB GT                     | 9  |
| 13              | GT 2.0 | 70   | Scuderia Pegaso             | Armando Floridia Vincenzo Mirto Randazzo | Porsche 911S               | 9  |
| 14              | GT 1.3 | 16   | Jolly Club                  | Giuseppe Giacomini Sergio Barbasio       | Lancia Fulvia Sport        | 9  |
| 15              | P 2.0  | 174  | HF Squadra Lancia           | Claudio Maglioli Marco Crosina           | Lancia Fulvia Zagato       | 9  |
| 16              | GT 2.0 | 76   | Carlo Ferlaino              | Corrado Ferlaino Gaetano Starrabba       | Porsche 911S               | 9  |
| 17              | GT 2.0 | 72   | Scuderia Filipinetti        | Jacques Rey Sylvain Garant               | Porsche 911S               | 9  |
| 18              | P 3.0  | 226  | Porsche System Engineering  | Jo Siffert Rolf Stommelen                | Porsche 907 2.2            | 9  |
| 19              | P 2.0  | 196  | HF Squadra Lancia           | Pat Moss Rosadelle Facetti               | Lancia Fulvia HF           | 9  |
| 20              | GT 2.0 | 78   | Claude Laurent              | Claude Laurent Jacques Marché            | Porsche 911T               | 9  |
| 21              | S 5.0  | 134  | Enzo Buzzetti               | Enzo Buzetti Secondo Ridolfi             | Porsche 906                | 9  |
| 22              | P 2.0  | 106  | Bam-Bam                     | Hans Wängstre Evert Christofferson       | Ferrari Dino 206S          | 9  |
| 23              | GT 1.3 | 24   | Scuderia Pegaso             | Eugenio Renna Giuseppe Garofalo          | Lancia Fulvia Sport        | 9  |
| 24              | P 2.0  | 202  | J.C.B. Ltd.                 | Peter Brown Tony Fall                    | MGB                        | 9  |
| 25              | GT 1.3 | 2    | Jolly Club                  | Ugo Locatelli Cesare Poretti             | Lancia Fulvia Sport        | 9  |
| 26              | GT 2.0 | 68   | Patrice Sanson              | Patrice Sanson Roland Lefevre            | Porsche 911S               | 9  |
| 27              | GT 1.3 | 12   | Zefferino Filippi           | Zefferino Filippi Giorgio Danieli        | Lancia Fulvia Sport        | 9  |
| 28              | GT 1.6 | 48   | Scuderia St. Ambroeus       | Girolamo Capra Giancarlo Sala            | Alfa Romeo Duetto          | 9  |
| 29              | S 5.0  | 140  | Ted Worswick                | Ted Worswick Richard Bond                | Austin-Healey 3000         | 9  |
| 30              | GT 1.3 | 22   | Scuderia Pegaso             | Sergio Mantia Gaetano Lo Jacono          | Lancia Fulvia Sport        | 9  |
| 31              | GT 1.3 | 14   | „Snoopy“                    | „Snoopy“ „Nano“                          | Lancia Fulvia Sport        | 9  |
| 32              | P 2.0  | 208  | Nomad Cars                  | Mark Konig Tony Lanfranchi               | Nomad Mk.1                 | 8  |
| 33              | S 1.6  | 126  | Scuderia Pegaso             | Pietro Lo Piccolo Salvatore Sutera       | Alfa Romeo Giulia TZ       | 8  |
| 34              | GT 1.6 | 54   | Scuderia Pegaso             | Raffaele Restivo Francesco Jemma         | Alfa Romeo Duetto          | 8  |
| 35              | GT 1.3 | 20   | Franco Lisitano             | Franco Lisitano Mateo Calabro            | Lancia Fulvia Sport        | 8  |
| 36              | GT 1.6 | 32   | Aretusa                     | „Zorba“ „Sancho“                         | Alfa Romeo Giulia Spider   | 8  |
| 37              | S 1.3  | 102  | Giovanni Rizzo              | Giovanni Rizzo Stefano Alongi            | Abarth-Simca 1300 Bialbero | 8  |
| 38              | GT 1.6 | 30   | Francesco Cosentino         | Francesco Cosentino Gianluigi Verna      | Fiat 124 Spider            | 8  |
| 39              | GT 1.3 | 10   | Francesco Fiorentino        | Francesco Fiorentino Giuseppe Pirrone    | Matra Djet 6               | 8  |
| 40              | P 1.0  | 160  | Etna                        | Francesco Patané Orazio Scaglia          | Fiat-Abarth 1000 SP        | 8  |
| 41              | GT 1.6 | 34   | Scuderia Pegaso             | Francesco Troia Salvatore Barraco        | Alfa Romeo Giulia SS       | 8  |
| 42              | S 1.6  | 124  | Aldo Bersano                | Aldo Bersano Sergio Morando              | Alfa Romeo Giulia TZ       | 8  |
| 43              | S 1.0  | 90   | Etna                        | „Don Pedrito“ Cesare di Belmonte         | Fiat-Abarth 1000S          | 8  |
| 44              | S 1.0  | 96   | Scuderia Pegaso             | Salvatore Calascibetta Vincenzo Ferlito  | Fiat-Abarth 1000S          | 7  |
| 45              | S 1.3  | 104  | Romano Ramoino              | Romano Ramoino Federico Giunta           | Abarth 1300 OT             | 7  |
| 46              | P 1.0  | 162  | Gianfranco Padoan           | Gianfranco Padoan Giuliano Savona        | Minimach Cooper            | 7  |
| 47              | P 1.0  | 164  | Nissena                     | Giuseppe Parla Ludovico Del Sette        | Fiat-Moretti 1000SS        | 7  |
| 48              | S 1.3  | 108  | Nissena                     | Giuseppe Valenza Antonio Ferraro         | Abarth-Simca 1300 Bialbero | 7  |
| 49              | P 3.0  | 230T | Porsche System Engineering  | Ludovico Scarfiotti Gerhard Mitter       | Porsche 907 2.2            | 6  |
| 50              | S 1.3  | 106  | Etna                        | Giuseppe Virgilio Salvatore Panepinto    | Abarth 1300 OT             | 6  |
| 51              | GT 1.6 | 38   | Scuderia Pegaso             | Adriano Reale Giuseppe Vassalo           | Porsche 356C               | 6  |
| 52              | GT 1.6 | 46   | Michele Paratore            | Michele Paratore Giovanni Rigano         | Fiat 124 Spider            | 6  |
| 53              | S 1.3  | 112  | Donald Healey Motor Company | Rauno Aaltonen Clive Baker               | Austin-Healey Sprite       | 5  |
| 54              | S 5.0  | 136  | Terry Drury                 | Terry Drury Terry Sanger                 | Ford GT40                  | 5  |
| Ausgefallen     |        |      |                             |                                          |                            |    |
| 55              | P 3.0  | 220  | Autodelta                   | Nino Vaccarella Udo Schütz               | Alfa Romeo T33/2 2.5       | 3  |
| 56              | S 5.0  | 138  | Paul Vestey                 | David Piper Paul Vestey                  | Ferrari 250LM              | 2  |
| 57              | GT 1.3 | 8    | Jolly Club                  | Cesare Fiorio Giovanni Marini            | Lancia Fulvia Sport        |    |
| 58              | GT 1.6 | 40   | Giuseppe de Gregorio        | Giuseppe de Gregorio Alfonso Merendino   | Alfa Romeo Duetto          |    |
| 59              | GT 1.6 | 42   | Scuderia Pegaso             | Paolo de Luca Giovanni La Mantia         | Alfa Romeo Giulia SS       |    |
| 60              | S 1.3  | 110  | Nissena                     | Francesco Botindari Raffaele Cammarota   | Abarth 1300 OT             |    |
| 61              | S 1.3  | 114  | Etna                        | Alfio Gambero Angelo Bonaccorsi          | Abarth 1300 OT             |    |
| 62              | S 5.0  | 132  | Gaetano Starrabba           | Gaetano Starrabba Everardo Ostini        | Porsche 906                |    |
| 63              | P 1.0  | 152  | Erik Banti                  | Erik Banti Cristiano Del Balzo           | De Sanctis                 |    |
| 64              | P 1.0  | 158  | Jack Wheeler                | Jack Wheeler Martin Davidson             | Austin-Healey Sprite       |    |
| 65              | P 2.0  | 180  | Racing Team V.D.S.          | Gustave Gosselin Serge Trosch            | Alfa Romeo T33/2           |    |
| 66              | P 2.0  | 188  | Piccionaia Racing Team      | Giovanni Alberti Tullio Sergio Marchesi  | Porsche 910                |    |
| Nicht gestartet |        |      |                             |                                          |                            |    |
| 67              | P 2.0  | 194  | Alberto Luti                | Alberto Luti                             | Porsche 910                | 1  |
| 68              | P 2.0  | 212  | Ignazio Capuano             | Ignazio Capuano Ferdinando Latteri       | Porsche 910                | 2  |
| 69              | P 3.0  | 228  | Alain de Cadenet            | Alain de Cadenet Tony Beeson             | Chevron B8                 | 3  |
| 70              | P 3.0  | 230  | Porsche System Engineering  | Ludovico Scarfiotti Gerhard Mitter       | Porsche 907 2.2            | 4  |

1 nicht gestartet
2 nicht gestartet
3 nicht gestartet
4 Unfall im Training

### Nur in der Meldeliste
Hier finden sich Teams, Fahrer und Fahrzeuge, die ursprünglich für das Rennen gemeldet waren, aber aus den unterschiedlichsten Gründen daran nicht teilnahmen.
| Pos. | Klasse | Nr. | Team                         | Fahrer                               | Chassis                  |
| ---- | ------ | --- | ---------------------------- | ------------------------------------ | ------------------------ |
| 71   | P 2.0  |     | Louis Cosson                 | Louis Cosson Jacques Weiprecht       | Fournier-Marcadier       |
| 72   | S 5.0  |     | J. W. Automotive Engineering | Paul Hawkins David Hobbs             | Ford GT40                |
| 73   | GT 1.3 |     | Jolly Club                   | Fiorenzo Genta Roberto Angiolini     | Lancia Fulvia Sport      |
| 74   | P 3.0  |     | Scuderia Filipinetti         | Herbert Müller                       | Serenissima Mk.168       |
| 75   | GT 1.3 | 4   | Angelo Rizzo                 | Angelo Rizzo „Wilson“                | Lancia Fulvia Sport      |
| 76   | GT 1.3 | 18  | Jolly Club                   | Maurizio Zanetti                     | Lancia Fulvia Sport      |
| 77   | GT 1.6 | 36  | Renzo Druetto                | Renzo Druetto G. F. Silechhia        | Fiat 124 Spider          |
| 78   | GT 1.6 | 44  | Bosch Vienna                 | Helmut Marko Willy Mlaker            | Lotus Europa             |
| 79   | GT 1.6 | 50  | Nissena                      | Antonio Fasciana                     | Alfa Romeo Giulia Spider |
| 80   | GT 1.6 | 52  | Domenico Cedrati             | Domenico Cedrati                     | Alfa Romeo Duetto        |
| 81   | GT 1.6 | 56  | Ansano Cecchini              | Ansano Cecchini Luigi Cecchini       | Alfa Romeo Duetto        |
| 82   | GT 2.0 | 62  | Ennio Bonomelli              | Ennio Bonomelli Giampiero Moretti    | Porsche 911T             |
| 83   | GT 2.0 | 64  | André Wicky                  | Jean-Pierre Hanrioud Jean Sage       | Porsche 911T             |
| 84   | GT 2.0 | 66  | André Wicky                  | André Wicky Willy Meier              | Porsche 911T             |
| 85   | GT 2.0 | 74  | Nord-Ovest                   | Gianluigi Verna Francesco Cosentino  | Alfa Romeo 1750          |
| 86   | S 1.0  | 92  | Piero Botalla                | Piero Botalla Gianfranco Palazzoli   | Fiat-Abarth 1000S        |
| 87   | S 1.0  | 94  | Luciano Pasotto              | Luciano Pasotto                      | Fiat-Abarth 1000S        |
| 88   | S 1.6  | 122 | Nissena                      | Carmelo Giugno                       | Alfa Romeo Giulia TZ     |
| 89   | P 1.0  | 154 | Richard Melville             | Richard Melville                     | Hillman Imp              |
| 90   | P 1.0  | 156 | Remigio Cianfriglia          | Remigio Cianfriglia Bruno Momigliano | Cianfriglia              |
| 91   | P 1.0  | 166 | Apulia                       | Brancaccio Antonio Petruzzi          | Fiat-Abarth 1000 SP      |
| 92   | P 2.0  | 176 | Georges Houel                | Georges Houel Walter Roser           | Lotus                    |
| 93   | P 2.0  | 198 | Ben Pon                      | Ben Pon Gijs van Lennep              | Porsche 910              |
| 94   | P 2.0  | 200 | Nikolaus Killenberg          | Nikolaus Killenberg Georg Bialas     | Chevron B8               |
| 95   | P 2.0  | 204 | Scuderia Lufthansa           | Hans-Dieter Dechent Robert Huhn      | Porsche 910              |

### Klassensieger
| Klasse | Fahrer             | Fahrer             | Fahrer       | Fahrzeug                   | Platzierung im Gesamtklassement |
| ------ | ------------------ | ------------------ | ------------ | -------------------------- | ------------------------------- |
| P 3.0  | Vic Elford         | Umberto Maglioli   |              | Porsche 907 LH 2.2         | Gesamtsieg                      |
| P 2.0  | Ignazio Giunti     | Nanni Galli        |              | Alfa Romeo T33/2           | Rang 2                          |
| P 1.0  | Francesco Patané   | Orazio Scaglia     |              | Fiat-Abarth 1000 SP        | Rang 40                         |
| S 5.0  | Karl von Wendt     | Willi Kauhsen      |              | Porsche 906                | Rang 7                          |
| S 1.6  | Pietro Lo Piccolo  | Salvatore Sutera   |              | Alfa Romeo Giulia TZ       | Rang 33                         |
| S 1.3  | Giovanni Rizzo     | Stefano Alongi     |              | Abarth-Simca 1300 Bialbero | Rang 37                         |
| S 1.0  | „Don Pietro“       | Cesare di Belmonte |              | Fiat-Abarth 1000S          | Rang 43                         |
| GT 2.0 | Claude Haldi       | Pierre Greub       | Edgar Berney | Porsche 911T               | Rang 8                          |
| GT 1.6 | Girolamo Capra     | Giancarlo Sala     |              | Alfa Romeo Duetto          | Rang 28                         |
| GT 1.3 | Giuseppe Giacomini | Sergio Barbasio    |              | Lancia Fulvia Sport        | Rang 14                         |

### Renndaten
- Gemeldet: 95
- Gestartet: 66
- Gewertet: 54
- Rennklassen: 10
- Zuschauer: unbekannt
- Wetter am Renntag: heiß und windig
- Streckenlänge: 72,000 km
- Fahrzeit des Siegerteams: 6:28:47,900 Stunden
- Gesamtrunden des Siegerteams: 10
- Gesamtdistanz des Siegerteams: 720,000 km
- Siegerschnitt: 111,112 km/h
- Pole Position: Vic Elford – Porsche 907 2.2 (#224) – 36:47,700 = 117,107 km/h
- Schnellste Rennrunde: Vic Elford – Porsche 907 2.2 (#224) – 36:02,300 = 119,872 km/h
- Rennserie: 5. Lauf zur Sportwagen-Weltmeisterschaft 1968